# Comitium
Comitium (latin: "samlingsplats") var mötesplatsen för romarrikets folkförsamling på Forum Romanum i staden Rom, från slutet av kungatiden till senrepubliken. Området var delvis eller helt avgränsat av Rostran, talarstolen eller talarläktaren, och var belägen mittemot Curian, senatens mötesplats. Det var på Comitium som folkförsamlingen förde sin politiska och juridiska aktivitet. Namnet Comitium används även för motsvarande mötesplatser i andra romerska städer.

## Historia

### Kungatid
I nära anslutning till Comitium finns Lapis Niger. Där har en stele återfunnits, som ha den äldsta kända inskriptionen på latin, från 500-talet f.Kr. Inskriptionen nämner ordet rex (arkaiskt latin för "kung"), vilket kan referera till en romersk kung eller möjligen Rex sacrorum, titeln på det näst högsta prästämbetet. Lapis Nigers kan därför vara anledningen till Comitiums placering på Forum.
Det finns många teorier om vem som först ska ha låtit uppföra Comitium. Enligt den antika traditionella historieskrivningen ska den mytologiska kungen Romulus ha grundat Rom och senaten. Men traditionen talar även om att det skulle vara Roms tredje kung, Tullus Hostilius, som utformade Comitium. Cicero skriver att Tullus, enligt sägnen, byggde och inhägnade Comitium samt Curia Hostilia med hjälp av krigsbyte. 
Källor kring Comitiums ursprung kommer från de arkeologiska utgrävningarna genomförda av bland annat Giacomo Boni, Einar Gjerdstad och Pietro Pomanelli. På utgrävningsplatsen fann man offergåvor daterade till 600-talet f.Kr., som associeras med eldguden Vulcans altare (Vulcanal). Detta altare tros vara äldre än konstruktionen av Comitium och var den initial talarplaten för folkförsamlingarna. Under kungatiden användes Comitium som samlingsplats för Curieförsamlingen.

### Tidig republik (509–367 f.Kr.)
På Comitium finns den äldsta bevarade dokumentationen av den romerska staten på en cippus, en typ av stele. Denna beskriver romarens skyldigheter som medborgare och är daterad till 450 f.Kr.
Rostran byggdes under den tidiga republiken och användes som talarplattform vid folkförsamlingar inom Comitium. Namnet kommer från skeppsrammar som konsul Gaius Maenius lät placera på plattformen efter segern vid Antium 338 f.Kr. Den närliggande Curia Hostilia användes som mötesplats for senaten.
Under 300-talet f.Kr. flyttades folkförsamlingens mötesplats från Comitium till Marsfälten.

### Mellanrepubliken (367–133 f.Kr.)
År 145 f.Kr. ska folktribunen C. Licinius Crassus och andra talare på Rostra vänt ryggen mot Comitium och Curia Hostilia och istället tilltalat de större folkmassorna på Forum. Amy Russell menar på att samtidens romare såg detta som ett politiskt jippo i populistisk anda och en stark demonstration mot senatens makt över folket.
Hon menar också att Plutarchos—som skrev mer än två sekel efter händelsen—egentligen anspelar på Licinius Crassus när han beskriver hur Gaius Gracchus vänder ryggen mot Comitium. Att Plutarchos beskriver detta som början på omarbetningen av den romerska konstitutionen, “from an aristocratic to a democratic form,” är ytterligare ett tecken på att Crassus demonstration var populistisk, enligt Russell.
Det är också en möjlighet att alla i församlingen inte kunde få plats på Comitium, som rymde något färre än 5 000 och att Crassus därför vände sig till Forum, som uppskattas kunna ha rymt upp till 20 000.
Under samma tidsperiod gjordes fler försök att utöka det politiska utrymmet från Comitium till Forum Romanum i stort. Runt år 142 f.Kr. beskrivs det första talat som hölls vid det nybyggda podiet på Castors och Pollux tempel (även känt som Dioskurernas tempel). Det är omöjligt att säga vad som skedde först, Crassus handlingar eller användningen av det nya podiet, men både var bidragande faktorer till att den politiska arenan utvidgas från Comitium till Forum Romanum.
Basilica Porcia byggdes som en del av Comitium 184 f.Kr. för att hålla det plebejiska tribunatet. Kommersiella verksamheter flyttas dessutom från Forum Romanum för att ge plats åt det växande politiska utrymmet.
Comitium börjar därefter tappa sin relevans och saknar slutligen vikt inom det politiska samhället förutom som maktsymbol. Den fysiska kontrollen över Comitium och Forum Romanum började därefter eftertraktad och nådde sin kulmen under byggandet av Curia Iulia.

### Senrepubliken (133–27 f.Kr.)
Under senrepubliken förflyttades långsamt Comitiums funktion som politiskt centrum till att inkludera hela Forum Romanum, då den politiska utvecklingen i Rom började inkludera fler människor. Traditionellt under politiska tal och möten skulle åskådarna stå nere på Comitium och titta upp mot talaren på Rostra, som stod vänd riktad mot både Comitium och Curia Hostilia. Ursprungligen höll romarna rättegångar i Comitium men med tiden övertog andra byggnader dess juridiska funktioner. Rättegångarna började hållas i basilikorna och kring Forum istället.
Även om den direkta politiska sfären flyttades till Forum Romanums västra del fanns fortfarande starka symboliska betydelser förknippade med Comitium. Detta förverkligas både i nedbränningen av Curia Hostilia och byggandet av den nya Curia Iulia av Caesar, som inkräktar över Comitium – något som symboliserade medvetenhet eller omedvetenhet, Caesars makt över både senaten och folket med deras församlingar. Dessa två händelser visar att Comitium fortfarande i början av kejsartiden hade en symbolisk politisk betydelse för Roms medborgare.
Med expansionen av medborgerliga rättigheter, ett ökande politiskt engagemang hos de lägre klasserna samt den växande politiska instabiliteten under senrepubliken blev Comitium ofta en plats för stora folkmassor och politiskt våld. Det fördes en politisk kamp om kontrollen över Comitium där inflytelserika romare mobiliserade sina klienter att fysiskt hindra politiska rivalers tillgång till talarplattformen. Detta drabbade exempelvis Cato den Yngre som blev bortjagad av Caesars anhängare medan Gallus, som bevittnade detta, försökte ta sig till Rostra genom att stanna på Forum över natten. Han övernattade i curian men blev emellertid inlåst av den Caesartrogne Trebonius, som på detta sätt hindrade Gallus att nå Rostra. 
Med uppförandet av nya politiska byggnadsverk på Forum blev Comitium huvudsakligen förknippat med aristokratisks makt och senaten. Med Caesars påbörjade bygge av Curia Iulia tar triumviratet symbolisk makt över Forum.

## Topografi
Comitiums utformning är omdiskuterad. Arkeologen Filippo Coarelli föreslår att Rostra bildar en hel cirkel som omgärdar - och därmed tydligt avgränsar - Comitium. Detta har dock ifrågasatts eftersom topografin potentiellt inte hade tillåtit detta. Enligt Ramsay MacMullen ska Comitium ursprungligen ha varit rektangulärt formad, ett så kallat templum. Denna rektangulära form ska ha bestämts av kringliggande byggnader. Andra menar därför att Rostra bara avgränsat en del av Comitium, men att på grund av sin svängda form och placering mitt emot Curian ändå tydligt markerade området. Arkeologen Paolo Carafa har föreslagit att Comitium kan ha haft en mer oregelbunden form.
Oavsett vilken av dessa teorier som är korrekt tjänade Comitiums lilla och begränsade utrymme aristokrater, då en relativt liten grupp av klienter eller andra sympatisörer kunde skapa en majoritet. Rostra beskrivs ha varit flera meter hög, både för att talaren ska vara väl synlig för folkförsamlingen och för att dämpa oväsendet från det livliga torget bakom. Höjden kan också haft ett symbolisk värde då det visar talarens högre ställda position i den samhälleliga hierarkin. Rostrans höjd hindrade också att talaren blir avbruten. 
Den exakta höjden på Rostra är dock omdiskuterad.
Comitium omgavs av flera monumentalbyggnader; bland annat Curian och Concordiatemplet. Templet kan ha placerats i anslutning till Comitium av ideologiska skäl. Curian markerade senatens närvaro och överhöghet, och Concordiatemplet symboliserade enighet och samförstånd. Licius Opimius, som under sin tid som konsul lät avrätta 3 000 av populisten Gaius Gracchus anhängare utan rättegång, restaurerade templet. Comitium var även prytt med monument och statyer till minne av viktiga politiska händelser och framstående romare. Detta bidrog till att skapa en varaktig politisk zon, där det troligen förväntats att människorna visade lämpligt beteende.
Ett sätt som det politiska dekorumet kan ha upprätthållits var genom det närliggande Mamertinska fängelset (Carcer) och den Tarpeiska klippan. Dessa tjänade som en påminnelse på konsekvenserna av att trotsade senaten. Det är dock omdiskuterat var den Tarpeiska klippan egentligen var låg.

Under utgrävningar av Comitium, som påbörjades år 1898 påträffades Lapis Niger, en kvadratisk stenlagd yta av svart marmor, omgiven av ett lågt skrank av vit marmor. Under stenläggningen påträffades en kenotaf och ett stenblock, som fått namnet Lapis Niger. Platsen för Lapis Niger ansågs under antiken vara Roms mytiska grundare Romulus grav.[källa behövs]
| Plan över Comitium (före Caesar) |
| --- |
| Curia Iulia Concordia- templet Saturnus altare Mundus Senaculum Rostra Vetera Lapis Niger Basilica Porcia Basilica Opimia Curia Hostilia Carcer Graecostasis Maenius- kolonnen Area Volcani |

## Användning
Comitium tros ursprungligen ha använts som en mötesplats för det patriciska familjeförsamlingen, Comitia Curiata, som var i tjänst till Roms kungar. Under republiken blev det dock en mötesplats för flera andra av Roms folkförsamlingar, bland annat Tribunsförsamlingen (lat. Comitia tributa) och Plebejförsamlingen (lat. Concilium plebis). Även Centurieförsamlingen (lat. Comitia centuriata) kan ursprungligen haft sammanträde där under tidigrepubliken, innan flytten till Marsfältet, där det fanns större plats.
I och med ombyggnationen efter branden 210 f.Kr. och grundandet av basilikor på Forum, flyttas domstolarna från Comitium till dessa basilikor. Under 180-talet f.Kr. utökas folkförsamlingarnas verksamhet till större delar av Forum. I takt med denna utökning förflyttades de merkantila verksamheter delvis därifrån. En ny marknad etablerades nordöster ut om Basilica Aemilia.
När Forums politiska betydelse ökade förändras också dess utseende, med mer monumental arkitektur.
Precis som med Forum Romanum är det en pågående debatt bland historiker om kvinnor vistades på Comitium, utöver för eventuella religiösa syften, exempelvis Vestalerna. Med tanke på att endast män var tillåtna i folkförsamlingarna och i senaten är det inte särskilt troligt att kvinnor vistats just där.[källa behövs]
Under medeltiden konverterades Comitium till en kristen kyrkogård vilket resulterade i att över 400 kroppar påträffades under utgrävningarna.